# Adrapsa radiata
Adrapsa radiata là một loài bướm đêm trong họ Noctuidae.